# Стивън Чу
Стивън Чу (на английски: Steven Chu) е американски физик и политик от китайски произход.
През 1997 г. получава Нобелова награда за физика, заедно с Клод Коен-Тануджи и Уилям Филипс, за техните изследвания в областта на охлаждането и улавянето на атоми с помощта на лазер.

## Биография
Роден е на 28 февруари 1948 г. в Сейнт Луис, САЩ. Завършва физика и математика в Рочестърския университет през 1970 г., а през 1976 г. защитава докторат в Калифорнийския университет в Бъркли.
От 1978 г. работи за Bell Labs, а през 1983 г. оглавява изследователския отдел по квантова електроника. От 1987 до 2004 г. преподава в Станфордския университет.
От 21 януари 2009 г. е секретар по енергетиката на САЩ в администрацията на президента Барак Обама.